# Aït Ouafqa
Aït Ouafqa (en àrab أيت وفقا, Ayt Wafqā; en amazic ⴰⵢⵜ ⵡⴼⵇⴰ) és una comuna rural de la província de Tiznit, a la regió de Souss-Massa, al Marroc. Segons el cens de 2014 tenia una població total de 4.210 persones.